# Lou Hoover
Louise Henry Hoover (Waterloo, 29 marzo 1874 – New York, 7 gennaio 1944) è stata una first lady statunitense, moglie di Herbert Hoover, trentunesimo presidente degli Stati Uniti d'America.

## Biografia
Nata a Waterloo nell'Iowa, figlia del banchiere Charles Delano Henry e da sua moglie Florence Ida Weed, Louise Henri detta "Lou" crebbe fra Waterloo, Whittier e Monterey, California. Nel 1894, durante gli anni presso l'università di Stanford, dove era l'unica studentessa donna in geologia, conobbe Herbert Hoover. Nel 1898, anno della laurea, Hoover propose a Lou di sposarlo, ed il 10 febbraio dello stesso anno i due si sposarono, entrambi ventiquattrenni. Dopo il matrimonio, la coppia partì per Tientsin in Cina, per via del nuovo lavoro di Hoover. Qui entrambi impararono il cinese,Mandarino che utilizzarono durante gli anni alla Casa bianca come "linguaggio segreto" per evitare orecchie indiscrete. La signora Hoover era anche in grado di parlare molte lingue come  italiano, francese, spagnolo e tedesco e il latino, al punto di aiutare il marito nella traduzione di De Re Metallica di Georg Agricola. La loro versione, pubblicata nel 1912, è ancora oggi in produzione. Gli Hoover ebbero due figli: Herbert Charles Hoover (1903–1969) e Allan Henry Hoover (1907–1993).
Il 4 marzo 1929 entrò insieme al marito, neoeletto presidente degli Stati Uniti d'America alla Casa Bianca. La prima innovazione che portò come nuova first lady fu di tenere discorsi pubblici attraverso le radio, per poter raggiungere il più vasto pubblico possibile. Il primo discorso da lei tenuto, il 19 aprile 1929 alle Figlie della rivoluzione americana fu trasmesso in tutta la nazione. Fu molto attiva per parificare i diritti fra uomini e donne, incoraggiando persino gli uomini a svolgere le faccende domestiche. Interruppe la tradizione secondo la quale le donne incinte non dovevano essere viste in pubblico, invitando ella stessa donne in stato di gravidanza presso la Casa Bianca. Convinta che l'istruzione era la chiave per il successo delle donne, Lou Hoover pagò personalmente borse di studio per numerose donne che non erano in grado di sostenere i costi, e la stessa first lady fu insignita di un numero di lauree ad honorem mai raggiunto da nessun'altra first lady. Si dimostrò molto tollerante anche nei confronti degli afro-americani e dei nativi americani.
Dopo la fine del mandato, nella primavera del 1933 gli Hoover tornarono a vivere nella loro casa a Palo Alto. Lou Hoover morì per un infarto a New York il 7 gennaio 1944 a 69 anni.